# Doutor Ulysses
Doutor Ulysses är en kommun i Brasilien.   Den ligger i delstaten Paraná, i den södra delen av landet, 1 000 km söder om huvudstaden Brasília. Antalet invånare är 5 734.
I omgivningarna runt Doutor Ulysses växer i huvudsak städsegrön lövskog. Runt Doutor Ulysses är det glesbefolkat, med 8 invånare per kvadratkilometer.